# Adam Laloum
Adam Laloum (Toulouse, 25 de febrero de 1987) es un pianista francés.

## Biografía
Comienza a estudiar el piano a los 10 años y prosigue sus estudios en el conservatorio de Toulouse en la clase de Daniel Beau. En 2002 intenta el concurso de entrada al Conservatorio nacional superior de música de París sin advertir a su profesor de Toulouse. Admitido en la clase de Michel Béroff, tardará varias semanas antes de anunciar la noticia a Daniel Beau. Asistió a clases magistrales de Dmitri Bashkirov y Paul Badura-Skoda. Después de un primer diploma en 2006, continúa perfeccionándose en el conservatorio de Lyon con Géry Moutier. Entre tanto, participa en numerosos conciertos, toca como solista y es nominado incluso en las Victorias de la música 2012. Ha logrado el concurso Clara Haskil de Vevey en 2009.
Recientemente ha actuado como solista en concierto con la Orquesta de París, la Orquesta Filarmónica Real de Lieja y la Deutsche Sinfonie orchester de Berlín. Ha sido invitado en los festivales de Verbier, La Roque d’Anthéron, Piano aux Jacobins, al Auditorio del Louvre, al Palais des Beaux-Arts de Bruxelles, al Festival de Menton, al Klavier Festival Ruhr, a la Tonhalle de Zürich, al Palais des Beaux-arts de Bruxelles, a las Sommets Musicaux de Gstaad, a la Grange de Meslay, al Festival de Saintes, a las Folles Journées de Nantes, a Bilbao, a Tokio, al Festival de Colmar, al Festival du Périgord Noir, al Festival de Nohant, à l’Orangerie de Sceaux etc. Ha actuado también con la Orchestre Philharmonique de Strasbourg bajo la dirección de Jesús López-Cobos.
Es un músico de cámara apasionado, miembro cofundador con la violinista Mi-Sa Yang y el violonchelista Julien-Laferrière del Trío Les Esprits. Después un primer disco de Brahms para el sello Mirare y alabado por la crítica, Adam Laloum ha registrado en 2013 un segundo álbum solo dedicado a Schumann - Grande Humoresca y Sonata en fa sostenido menor, opus 11 -, que ha sido recompensado con el Diapasón d’Or del año, el Grand Prix de la Académie Charles Cros y de un “ffff” de Télérama. Su último disco -las dos Sonatas para clarinete y piano y el Trío con clarinete de Brahms, registradas con el clarinetista Raphaël Sévère y el violonchelista Víctor Julien-Laferrière- ha obtenido también un Diapasón d’Or y un “ffff” de Télérama.
Dotado de un toque enérgico y un legato muy matizado, su estilo ha sido comparado con el de Vladimir Horowitz y Claudio Arrau. Es un artista exclusivo del sello Sony.

## Discografía selecta
- Brahms: Piezas para piano. Variaciones sobre un tema original en re mayor op.21 n.º 1, Ocho Klavierstücke op.76, Dos rapsodias op.79, Tres intermezzi op. 117. CD Mirare, 2011.
- R. Schumann: Grande Humoreske op.20; Sonata para piano n.º 1 op.11.
- Sonatas para viola con Lea Berthaud; Schubert: Sonata arpeggione; Brahms: Sonata op.120 n.º 2; R. Schumann: Märchenbilder.
- Brahms: Sonatas para clarinete y piano; Trío con clarinete. Con el clarinetista Raphaël Sévère y el violonchelista Víctor Julien-Laferrière.

- Schubert: Sonata para piano en si bemol mayor D 960; R. Schumann: Davidsbündlertänze. CD Mirare, 2016.
- Brahms, Franck & Debussy: Sonatas para violonchelo y piano. Con Víctor Julien-Laferrière. CD Mirare, 2016.

- Brahms, Conciertos para piano, Orquesta sinfónica de la Radio de Berlín RSO dirección Kazuki Yamada, Sony classical, 2018
- Schubert Sonatas D. 894 y D. 958, Harmonia mundi, 2020